# Васильев, Георгий Андрианович
Георгий Андрианович Васильев (7 апреля 1899, Луганск, Екатеринославская губерния, Российская империя — 21 апреля 1975, Ленинград,  СССР) — советский военачальник, генерал-майор (06.12.1942).

## Биография
Родился 7 апреля 1899 года в Луганске. До службы в армии с 1912 года работал учеником и токарем по металлу в генеральном объединении «Унион» в м. Макеевка (Донбасс), затем токарем на частном заводе «Феникс» и военном заводе № 60 в Луганске.

### Военная служба

#### Первая мировая война и революция
В мае 1916 года поступил на военную службу и был направлен в 107-й запасной пехотный полк 3-й пехотной дивизии. 10 сентября с полком убыл на Юго-Западный фронт, где воевал на ковельском направлении. 5 января 1917 года был ранен и отравлен газами, после чего лечился в госпитале, затем был демобилизован. В начале февраля прибыл с фронта на родину. Поступил работать на патронный завод № 16 в Луганске, одновременно состоял красногвардейцем в рабочей дружине. В сентябре 1917 года вступил в отряд Красной гвардии А. Я. Пархоменко. Во время Октябрьской революции в составе отряда принимал участие в разоружении казачьих частей и гайдамаков, затем убыл с ним на подавление антисоветского мятежа генерала А. М. Каледина в Донской области. Член РСДРП(б) с 1917 года.

#### Гражданская война
В  конце февраля 1918 года вступил в 1-й Луганский социалистический отряд К. Е. Ворошилова. Пом. начальника конной разведки этого отряда и Донецкого полка воевал на Южном фронте в 10-й армии. В июне под Царицыном был ранен и эвакуирован в госпиталь. После выздоровления в сентябре был направлен на ст. Беленихино в распоряжение председателя ревкома Донецкого бассейна И. Попова, а оттуда — в Луганск в подпольный комитет. 25 декабря 1918 года при провале подпольного комитета был арестован и приговорен к расстрелу, но сумел бежать и присоединился к 1-й Украинской партизанской дивизии П. Е. Дыбенко. В последующем командовал взводом в этой дивизии и 1-м Луганском коммунистическом полку Инзенской стрелковой дивизии. Участвовал в боях от ст. Попасная до Луганска. Весной 1919 года с полком сражался с конницей генерала А. Г. Шкуро при обороне Луганска. В мае — июле находился в госпитале в городе Глухов, затем был командиром взвода и уполномоченным особого отдела в 1-й Туркестанской армии на Восточном фронте. С февраля 1920 года на Южном фронте исполнял должность секретаря комиссии по чистке военных комиссариатов и советских учреждений при особом отделе 13-й армии в городе Тамбов, с июня — командира взвода и уполномоченного особого отдела в отдельном кавалерийском отряде этой армии и сводной курсантской дивизии. В августе с кавалерийским отрядом 13-й армии воевал против врангелевских войск, затем боролся с бандитизмом на Украине. С ноября 1921 года командовал взводом на Харьковских кавалерийских курсах, затем с марта 1922 года — ротой в 1-м Луганском полку ЧОН.

#### Межвоенные годы
В июле 1922 года был направлен на Туркестанский фронт, где воевал с басмачеством в кавалерийском отряде 1-го боевого участка Бухарской группы войск командиром отдельного кавалерийского эскадрона, адъютантом, зам.начальника и начальником отряда. В марте 1923 года он вернулся в УВО и служил пом. командира и командиром взвода в 4-й, затем 16-й транспортных ротах, с апреля 1927 года — командиром роты и начальником школы в отдельном батальоне корпуса войск путей сообщения округа, с ноября 1928 года — адъютантом 18-й отдельной транспортной роты. В ноябре 1929 года направлен в 44-ю стрелковую дивизию, где проходил службу пом. командира по политчасти и военкомом отдельного кавалерийского эскадрона. С марта 1931 года по июнь 1934 года учился в Военно-политической академии РККА им. Н. Г. Толмачева, затем был назначен военкомом 38-го кавалерийского полка 7-й кавалерийской дивизии БВО. С августа 1937 года был начальником политотдела этой дивизии и исполнял должность военкома 3-го кавалерийского корпуса. Указом ПВС СССР от 22 февраля 1938 года за боевые заслуги в Гражданской войне был награжден орденом Красного Знамени и медалью «XX лет РККА ». В мае 1938 года полковой комиссар  Васильев назначается начальником политуправления ЗабВО. Делегат XVIII съезда ВКП(б). В феврале 1940 года переведен в КОВО начальником отдела политической пропаганды Армейской кавалерийской группы. С ноября занимал должность начальника отдела политической пропаганды и начальника политотдела 7-й армии ЛВО.

#### Великая Отечественная война
С началом  войны в прежней должности. Войска армии в составе Северного и Карельского фронтов вели оборонительные бои против финских войск в Карелии и северо-восточнее Ладожского озера. С 13 декабря 1941 года дивизионный комиссар  Васильев назначается членом Военного совета 7-й отдельной армии. В январе 1942 года он тяжело ранен и эвакуирован в Москву. После выздоровления вновь исполнял должность начальника политотдела и члена Военного совета 7-й отдельной армии. В феврале 1944 года направлен на КУВНАС при Высшей военной академии им. К. Е. Ворошилова, по окончании которой направляется в распоряжение Военного совета 3-го Белорусского фронта и с 11 июля был допущен к исполнению должности зам. командира 16-й гвардейской стрелковой дивизии. Ее части в это время вели бои по удержанию захваченного плацдарма на реки Неман в районе Неманойцы. С 27 июля, в ходе Каунасской операции, дивизия в составе 11-й гвардейской армии перешли в наступление и к 4 августа вышла на рубеж восточнее м. Любов (юго-западнее Калвария). Указом ПВС СССР от 12 августа 1944 года за прорыв обороны противника на р. Неман дивизия была награждена орденом Суворова 2-й ст. С 21 августа по 10 сентября генерал-майор  Васильев временно командовал дивизией. С возвращением прежнего командира вновь вступил в исполнение прямых обязанностей зам. командира дивизии. С середины октября дивизия принимала участие в Гумбинненской наступательной операции. В начале ноября она была переброшена в район северо-восточнее Гольдап и вела упорные бои с перешедшим в контрнаступление противником, затем до конца года находилась там в обороне. 20 января 1945 года, в ходе начавшейся Инстербургско-Кенигсбергской операции, дивизия была введена в прорыв и вела бои на подступах к Инстербургу. 21 января  Васильев был тяжело ранен и в течение 7 месяцев находился в госпитале.

#### Послевоенное время
В июле 1945 года, после выздоровления, он проходил службу в Особом военном округе зам. командира 31-й гвардейской стрелковой Витебской ордена Ленина Краснознаменной ордена Суворова дивизии. С 25 июля по сентябрь временно исполнял обязанности командира 42-го стрелкового корпуса, затем вновь вернулся на прежнюю должность. В декабре дивизия была переформирована в 29-ю гвардейскую механизированную. С февраля 1946 года генерал-майор  Васильев был военным комендантом города Калининград, с июня 1948 года — военкомом Калининградского областного военкомата. В апреле 1950 года переведен на должность начальника отдела кадров Управления главнокомандующего войсками Дальнего Востока. В марте 1952 года назначен помощником начальника по административно-строевой части Военно-медицинской академии им. С. М. Кирова, а в январе 1953 года — зам. начальника академии по оперативно-тактической подготовке. 8 сентября 1953 года гвардии генерал-майор  Васильев уволен в запас.
Умер в Ленинграде в 1975 году, похоронен на Богословском кладбище.

## Награды
- два  ордена Ленина (21.02.1945[4], 28.10.1967)
- пять орденов Красного Знамени (в т. ч. 22.02.1938,  03.11.1944[4], 23.06.1945, 06.11.1947[4])
- орден Суворова 3-й  степени (09.01.1945)
  - медали в том числе:
  - «XX лет Рабоче-Крестьянской Красной Армии» (1938)
  - «За оборону Ленинграда» (1943)
  - «За победу над Германией в Великой Отечественной войне 1941—1945 гг.» (1945)
  - «За взятие Кёнигсберга» (1945)